# ウセラ
ウセラ （Usera）は、スペイン、マドリードの区。

## 概要
カラバンチェル、アルガンスエラ、プエンテ・デ・バリェカス、ビリャベルデの各区と接する。区内をマンサナーレス川が流れる。
1940年代から1950年代にかけ行われたマドリード併合以前は、現在のウセラのわずかな部分が現在のカラバンチェルに属していた。1954年の併合以前は、現在のウセラ区の大部分が現在のビリャベルデに属していた。区の再編が行われ、ウセラが誕生したのは1987年である。以下の7つの地区で構成されている。
- 121 - オルカシタス
- 122 - オルカスル
- 123 - サン・フェルミン
- 124 - アルメンドラレス
- 125 - モスカルド
- 126 - ソフィオ
- 127 - プラドロンゴ

ウセラの語源は、区の北部にある。かつてビリャベルデの町に属したこの地域は、裕福な農家の所有だった。農家の娘がマルセロ・ウセラ大佐と結婚した。ウセラ家は土地を耕すよりも利益の上がる、土地の開発に従事した。通りの名にもウセラ家に関連した名称が残っている。